# マット・サウアー
- マット・サウワー

マット・サウアー（英語: Matt Sauer, 本名：マシュー・デビッド・サウアー（Matthew David Sauer, 1999年1月21日 - ）は、アメリカ合衆国カリフォルニア州サンタバーバラ郡サンタマリア出身のプロ野球選手（投手）。右投右打。MLBのロサンゼルス・ドジャース所属。

## 経歴

### プロ入り前
地元サンタマリアのエルネスト・リゲッティ高等学校に入学。最終学年には、9勝1敗、防御率0.98、142奪三振を記録し、Pac-8リーグでは最優秀選手賞を受賞した。
成績も優秀で、アリゾナ大学に進学して大学野球をプレーすることを公言していたが、ドラフトでの指名を受けプロ入りの道を選ぶ。

### プロ入りと第一次ヤンキース傘下時代
2017年のMLBドラフト2巡目（全体54位）でニューヨーク・ヤンキースから指名されプロ入り。6月24日に正式に契約した。この年は傘下のルーキー級ガルフ・コーストリーグ・ヤンキースでシーズンを過ごし、11.2イニングで0勝2敗、防御率5.40、12奪三振を記録した。
2018年には、A-級スタテンアイランド・ヤンキースで13試合に先発登板し、67イニングで3勝6敗、防御率3.90、45奪三振を記録した。
2019年はA級チャールストン・リバードッグスに昇格を果たすも、故障により、2試合（8.2イニング）のみの登板に終わった。
2020年は、新型コロナウイルスの影響でマイナーリーグのシーズンが中止されたため、登板はなかった。
2021年には、A級タンパ・ターポンズとA+級ハドソンバレー・レネゲーズの両チームでプレーし、計23試合に登板（先発21試合）し、111.1イニングで5勝6敗、防御率4.69、127奪三振を記録した。
2022年はA+級ハドソンバレー・レネゲーズで開幕を迎え、8月にはAA級サマセット・ペイトリオッツへ昇格を果たした。8月25日のニューハンプシャー・フィッシャーキャッツ戦では、1試合17奪三振という球団記録を達成した。シーズンを通しては、計22試合に先発登板し、109イニングで5勝5敗、防御率4.54、134奪三振を記録した。
2023年も主にAA級サマセットでプレーし、AA級サマセットでは14試合に登板（先発13試合）し、68.1イニングで6勝4敗、防御率3.42、83奪三振を記録した。シーズン終了後には、アリゾナ・フォールリーグのメサ・ソーラーソックスでもプレーした。

### ロイヤルズ時代
2023年12月6日、ルール5ドラフトでカンザスシティ・ロイヤルズから指名された。
2024年は自身初の開幕ロースター入りを果たした。複数イニングを投げられる救援投手として14試合に登板するも、16.1イニングを投げて防御率7.71、9奪三振という成績に終わった。5月20日、サム・ロングの昇格に伴い、球団側からDFAとなり、40人枠から外れた。

### 第二次ヤンキース傘下時代
2024年5月26日、ニューヨーク・ヤンキースに復帰し、AAA級スクラントン・ウィルクスバリ・レイルライダースに配属された。AA級サマセット・ペイトリオッツでもプレーし、計27試合に登板し、32.1イニングで3勝2敗、防御率6.12、30奪三振を記録した。シーズン終了後の11月4日にFAとなった。

### ドジャース時代
2024年12月16日、ロサンゼルス・ドジャースとマイナー契約を結んだ。
2025年3月18日、40人枠に加えられ、メジャーに昇格した。しかし、シカゴ・カブスとの東京ドームでの開幕戦「MLB東京シリーズ」でアクティブ登録されていた1試合には登板せず、その後、マイナーリーグ開幕に向けてAAA級オクラホマシティ・コメッツに配属された。AAA級コメッツで1試合に登板後、4月7日にワシントン・ナショナルズ戦でドジャースとして初出場を果たしたが、翌日に再びマイナーへ降格した。メジャー再昇格後の4月29日、マイアミ・マーリンズ戦でメジャー初勝利を記録。翌週の5月7日には、再びマーリンズに対してキャリア初セーブを記録。

## 人物
サウアーの祖父は、沖縄県の米軍基地に駐留した軍人で、母親は沖縄生まれであり、日本にゆかりがある。

## 詳細情報

### 年度別投手成績
| 年 度    | 球 団    | 登 板 | 先 発 | 完 投 | 完 封 | 無 四 球 | 勝 利 | 敗 戦 | セ 丨 ブ | ホ 丨 ル ド | 勝 率 | 打 者 | 投 球 回 | 被 安 打 | 被 本 塁 打 | 与 四 球 | 敬 遠 | 与 死 球 | 奪 三 振 | 暴 投 | ボ 丨 ク | 失 点 | 自 責 点 | 防 御 率 | W H I P |
| -------- | -------- | ----- | ----- | ----- | ----- | -------- | ----- | ----- | -------- | ----------- | ----- | ----- | -------- | -------- | ----------- | -------- | ----- | -------- | -------- | ----- | -------- | ----- | -------- | -------- | ------- |
| 2024     | KC       | 14    | 0     | 0     | 0     | 0        | 0     | 0     | 0        | 0           | .000  | 84    | 16.1     | 23       | 3           | 11       | 0     | 1        | 9        | 1     | 0        | 14    | 14       | 7.71     | 2.08    |
| MLB：1年 | MLB：1年 | 14    | 0     | 0     | 0     | 0        | 0     | 0     | 0        | 0           | .000  | 84    | 16.1     | 23       | 3           | 11       | 0     | 1        | 9        | 1     | 0        | 14    | 14       | 7.71     | 2.08    |

- 2024年度シーズン終了時

### 年度別守備成績
| 年 度 | 球 団 | 投手（P） | 投手（P） | 投手（P） | 投手（P） | 投手（P） | 投手（P） |
| 年 度 | 球 団 | 試 合     | 刺 殺     | 補 殺     | 失 策     | 併 殺     | 守 備 率  |
| ----- | ----- | --------- | --------- | --------- | --------- | --------- | --------- |
| 2024  | KC    | 14        | 0         | 2         | 0         | 0         | 1.000     |
| MLB   | MLB   | 14        | 0         | 2         | 0         | 0         | 1.000     |

- 2024年度シーズン終了時

### 背番号
- 65（2024年）
- 64（2025年 - ）